# Veerhuis (Nieuwpoort)
Het Veerhuis is een voormalig veerhuis in de plaats Nieuwpoort, in de Nederlandse provincie Zuid-Holland. Het werd in de periode 1871-1872 gebouwd door een plaatselijke metselaar. Het gebouw was bestemd als wachtgebouw, agentschap voor de beurtschippers en woning voor de veerschipper. Nadat het voetveer in de jaren '20 van de 20ste eeuw is opgeheven is het veerhuis onder meer in gebruik geweest als verenigingsgebouw. 
Het is beschermd als rijksmonument sinds 1998.